# Constantino Dalaseno
Constantino Dalaseno (en griego: Κωνσταντίνος Δαλασσηνός) fue un jefe militar bizantino que combatió en tierra y mar al principio del reinado de Alejo I Comneno (1081-1118). La información sobre su vida proviene únicamente de la Alexiada de Ana Comneno.

## Orígenes y primeras acciones militares
Según la Alexiada, era pariente de Alejo I por parte de madre, aunque el vínculo familiar exacto entre ellos se desconoce. Aparece por vez primera en el 1086/1087, cuando se lo envió para tomar el control de Sinope y de las ciudades cercanas, cedidas por un chauz turco, que se había rebelado, bautizado y colaboraba con los bizantinos. Se nombró a Dalaseno gobernador de Sinope, mientras que el chauz obtuvo el gobierno de Anquialo.

## Contra Tzacas de Esmirna
En el verano del 1090, se ascendió a Dalaseno a duque de la flota y tomó la dirección de las operaciones de la Armada bizantina contra el emir de Esmirna Tzacas. Este último, antiguo vasallo del imperio, había construido una flota propia, conquistado varias islas de mar Egeo y había saqueado otras. Después de haber tomado Lesbos (excepto la fortaleza de Metimna) y Quíos, venció a una flota bizantina mandada por Nicolás Castaminotes. Aprovechando la ausencia de Tzacas, que se hallaba en Esmirna, Dalaseno desembarcó sus tropas en Quíos y atacó inmediatamente la capital de la isla. Aunque los bizantinos consiguieron apoderarse del puerto, no lograron hacerse con ciudad propiamente dicha. Mientras, Tzacas allegó ocho mil hombres, según la Alexiada, y los embarcó para socorrer a los asediados. Su ejército avanzaba por la costa frente a la  isla, mientras que la flota costeaba. Dalaseno encargó a Constantino Opo que impidiese a los turcos cruzar a la isla, pero este, cuando vio que el enemigo trataba de desembarcar durante la noche, se negó a acometerlo al ver que las naves de Tzacas estaban unidas por cadenas. Los dos ejércitos libraron varias escaramuzas, pero acabaron por negociar. Dalaseno prolongó las conversaciones y aprovechó el retorno de Tzacas a Esmirna —quizá para traer mayores fuerzas a la isla— para reunir a sus hombres, preparar más máquinas de asedio y tomar finalmente la ciudadela de Quíos mediante un ataque sorpresa.

## Campañas en los Balcanes
En 1091,  participó en una campaña de Alejo I contra los cumanos en los Balcanes. En la batalla del cerro de Levounion, que resultó en la victoria decisiva de los bizantinos sobre los pechenegos, mandó el ala izquierda del ejército.

## De nuevo contra Tzacas
En el 1092, se lo envió contra Tzacas con el título de thalassocrator (θαλασσοκράτωρ, «señor del mar»), subordinado al megaduque Juan Ducas. Ambos atacaron Mitilene, en la isla de Lesbos. Ducas, al frente de las fuerzas terrestres, llegó primero y comenzó el asedio. No fue sino tras tres meses de sitio cuando Tzacas se mostró dispuesto a claudicar y entregar la ciudad a cambio de un salvoconducto que le permitiese replegarse con sus fuerzas a Esmirna. Ducas aceptó, pero Dalaseno, que acababa de llegar, acometió a la flota turca. Capturó numerosas naves turcas y pasó por las armas a las tripulaciones. Regresó luego a Constantinopla. 
En el verano del 1093, Tzacas atacó el puerto de Abido, en el mar de Mármara. Nuevamente, Alejo envió a Dalaseno contra los turcos al frente de una escuadra. No obstante, al mismo momento, Alejo solicitó la ayuda del sultán selyúcida Kılıj Arslan I contra Tzacas. El sultán aceptó colaborar y asesinó a Tzacas durante una audiencia. Nada se sabe de Dalaseno tras estos acontecimientos.